# Grupa Fortowa „Goławice” Twierdzy Modlin
Grupa Fortowa „Goławice” – jedna z trzech grup fortowych wzniesionych w Twierdzy Modlin w czasie jej rozbudowy w latach 1912–1915. Grupę wzniesiono na lewym brzegu Wkry, w miejscowości Goławice.
Grupa Fortowa składa się z następujących elementów:
- dzieła głównego – tzw. Fortu XIVb;
- koszar obronnych.

Niezależnie od grupy, na południowy wschód od niej wzniesiono Fort XIV.
Dzieła grupy nigdy nie zostały ukończone. Koszary obronne nie istnieją, zaś teren dzieła głównego – jednego z największych na terenie twierdzy – został podzielony na działki i jest niedostępny dla zwiedzających.